# Papilio dialis
Papilio dialis là một loài bướm thuộc họ Bướm phượng (Papilionidae). 
Loài Papilio dialis được mô tả năm 1897 bởi Leech. Loài bướm Papilio dialis sinh sống ở .

## Hình ảnh

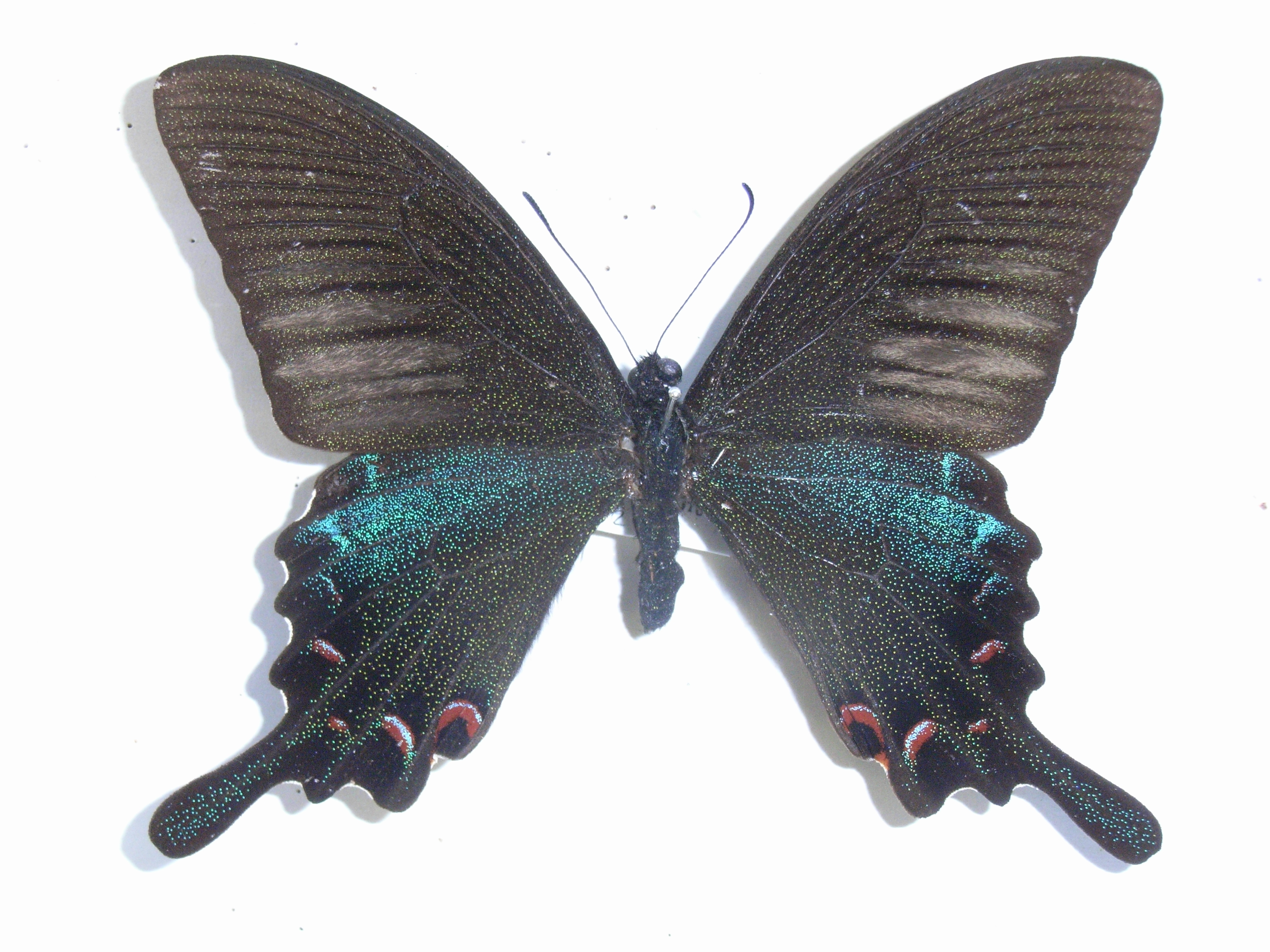